# 氯磺化
氯磺化反应（Chlorosulfonation），又称Reed反应，是向有机物分子中引入氯磺酰基（—SO2Cl）形成磺酰氯（R-SO2Cl）的过程。它是一种取代反应，反应物中的一个氢原子在反应后转变为氯磺酰基。
生成的磺酰氯性质活泼，是制备洗涤剂（长链烷基磺酸钠）、药物（如磺胺类药物）和甜味剂的重要中间体。

## 脂肪族化合物
脂肪族化合物的氯磺化一般以二氧化硫和氯气的混合气体作为氯磺化试剂。
{\displaystyle {\rm {\ R\!-\!H+SO_{2}/Cl_{2}\rightarrow R\!-\!SO_{2}Cl+HCl}}}
这个反应的机理为：光照下，Cl2 中的 Cl-Cl 键发生均裂，生成两个 Cl· 自由基，引发自由基链反应：
{\displaystyle {\rm {\ Cl_{2}+h\nu \rightarrow 2Cl\cdot }}}
一个 Cl· 自由基与烷烃（R-H）反应生成烷基自由基 R· 和 HCl：
{\displaystyle {\rm {\ R\!-\!H+Cl\cdot \rightarrow R\cdot +HCl}}}
R· 然后与 SO2 结合为磺酰自由基 RSO2·：
{\displaystyle {\rm {\ R\cdot +SO_{2}\rightarrow R\!-\!SO_{2}\cdot }}}
RSO2· 再与 Cl2 反应，夺取一个氯，并再生 Cl· 自由基，Cl· 自由基可再与另一分子烷烃进行反应，如此往复。这是链反应的增长阶段。
{\displaystyle {\rm {\ R\!-\!SO_{2}\cdot +Cl_{2}\rightarrow R\!-\!SO_{2}\!-\!Cl+Cl\cdot }}}
两个 Cl· 或 R· 自由基也有可能结合，生成 Cl2 或 R-R，使自由基链反应终止。
{\displaystyle {\rm {\ 2Cl\cdot \rightarrow Cl_{2}+}}} 能量
{\displaystyle {\rm {\ 2R\cdot \rightarrow R\!-\!R+}}} 能量
除了 SO2/Cl2 混合气体外，液态硫酰氯（SO2Cl2）也可以作为脂肪族化合物的氯磺化试剂。反应温度一般为 40～80°C。
{\displaystyle {\rm {\ R\!-\!H+SO_{2}Cl_{2}+\Delta T\rightarrow R\!-\!Cl+SO_{2}+HCl}}}

## 芳香族化合物
芳香族化合物（Ar-H）的氯磺化一般以氯磺酸（ClSO3H）作为氯磺化试剂。反应常会产生对称的二芳基砜（Ar-SO2-Ar）副产物。

苯与氯磺酸通过氯磺化反应产生苯磺酰氯 (1)。它是其他多种化合物的合成前体，可以与氢氧化钠反应生成苯磺酸钠 (2a)；与氨反应生成苯磺酰胺 (2b)；以及与醇反应生成苯磺酸酯 (2c)。

{\displaystyle {\rm {\ Ar\!-\!H+2ClSO_{3}H\rightarrow Ar\!-\!SO_{2}Cl+HCl+H_{2}SO_{4}}}}